# St. Nikolaus (Immenhofen)

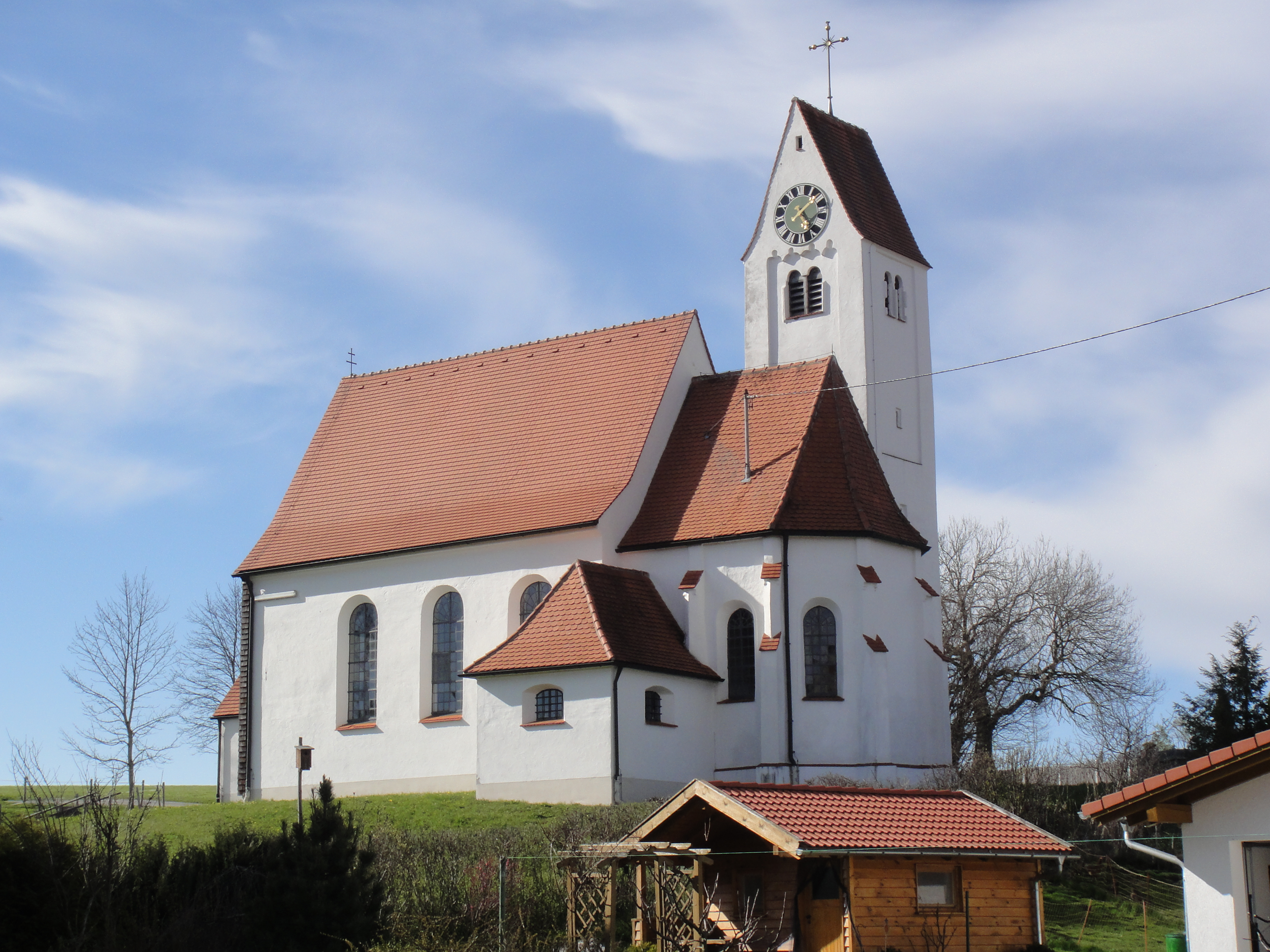
St. Nikolaus in Immenhofen

Die römisch-katholische Filialkirche St. Nikolaus steht in Immenhofen, einem Gemeindeteil von Ruderatshofen im schwäbischen Landkreis Ostallgäu von Bayern. Das Bauwerk ist in der Liste der Baudenkmäler in Ruderatshofen als Baudenkmal unter der Nr. D-7-77-167-12 eingetragen.

## Beschreibung
Die Saalkirche wurde am Ende des 15. Jahrhunderts anstelle einer 1437 erwähnten Kapelle erbaut und um 1761 umgestaltet. Sie besteht aus einem Langhaus, einem eingezogenen, dreiseitig geschlossenen, von Strebepfeilern gestützten Chor im Osten, einem Chorflankenturm an der Nordwand und der Sakristei an der Südwand des Chors. Der Chorflankenturm ist quer mit einem Satteldach bedeckt. In den Giebeln hängen die Zifferblätter der Turmuhr. Das oberste Geschoss beherbergt hinter den als Biforien gestalteten Klangarkaden den Glockenstuhl. Der Innenraum des Langhauses ist mit einer Flachdecke überspannt, der des Chors mit einem Stichkappengewölbe. Der Stuck wurde 1761 von Joseph Fischer eingebracht. Zur gleichen Zeit entstanden die Fresken von Anton Joseph Walch. Im Hochaltar von 1910, der von den Statuen der Barbara von Nikomedien und der Katharina von Alexandrien flankiert wird, befindet sich eine Pietà aus dem späten 17. Jahrhundert, die Johann Pöllandt zugeschrieben wird. Auf der Brüstung der Empore sind Fides, Spes und Caritas dargestellt.